# Тотохон
Тотохон — деревня в Эхирит-Булагатском районе Иркутской области России. Входит в состав Корсукского муниципального образования. Находится примерно в 22 км к востоку от районного центра.

## Население
По данным Всероссийской переписи, в 2010 году в деревне проживали 93 человека (48 мужчин и 45 женщин).